# Francesco Bianchi (lekkoatleta)
Francesco Bianchi (ur. 15 stycznia 1940 w Melegnano, zm. 20 września 1977 w Mediolanie) – włoski lekkoatleta,  średniodystansowiec, mistrz igrzysk śródziemnomorskich, olimpijczyk.
Wystąpił w biegu na 800 metrów na mistrzostwach Europy w 1962 w Belgradzie, ale odpadł w eliminacjach.
Zdobył złoty medal w biegu na 800 metrów na igrzyskach śródziemnomorskich w 1963 w Neapolu. odpadł w eliminacjach bieguna 800 metrów i biegu na 1500 metrów na igrzyskach olimpijskich w 1964 w Tokio. Zajął 6. miejsce w biegu na 1500 metrów na europejskich igrzyskach halowych w 1966 w Dortmundzie.
Był mistrzem Włoch w biegu na 800 metrów w latach 1961–1965 i 1967 oraz w biegu na 1500 metrów w latach 1962–1965.
Trzykrotnie poprawiał rekord Włoch w biegu na 800 metrów do czasu 1:48,3, uzyskanego 10 lipca 1965 w Rzymie. Jego rekord życiowy w biegu na 1500 metrów wynosił 3:42,5, ustanowiony 29 czerwca 1965 w Zurychu.
Zmarł w wieku 37 lat na zawał serca podczas treningu w Mediolanie.